# Sonodugu
Sonodugu foi uma vila do atual Mali cuja localização exata é incerta. Ela foi mencionada em relação ao Reino de Quenedugu que se desenvolveu na atual região de Sicasso, no sul do país.

## História
Em 1855, o fama Daulá (r. 1845–1860) de Quenedugu encontra-se com Pigueba de Congue em Lutana, dita como perto de Sonodugu. Em 1865-1866, Molocunanfá Traoré (r. 1862–1866), conduziu expedições militares em vilas da região de Sonodugu: primeiro Tezanadugu e então Cumbala, onde foi ferido e faleceu pelos ferimentos. Sob Babemba (r. 1893–1898), Tumendugu foi colocado no comando de Sonodugu, que foi alocada no cantão de Cutiala.